# Sattel (Saiteninstrument)

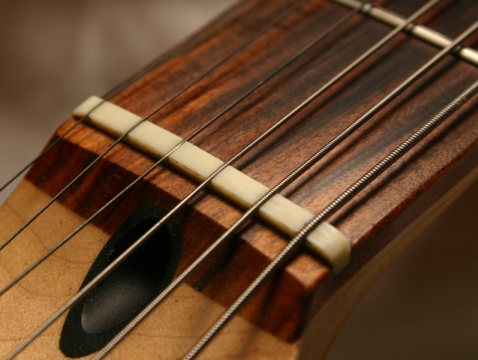
Der Sattel einer Gitarre, direkt in das Holz des Griffbretts eingesetzt

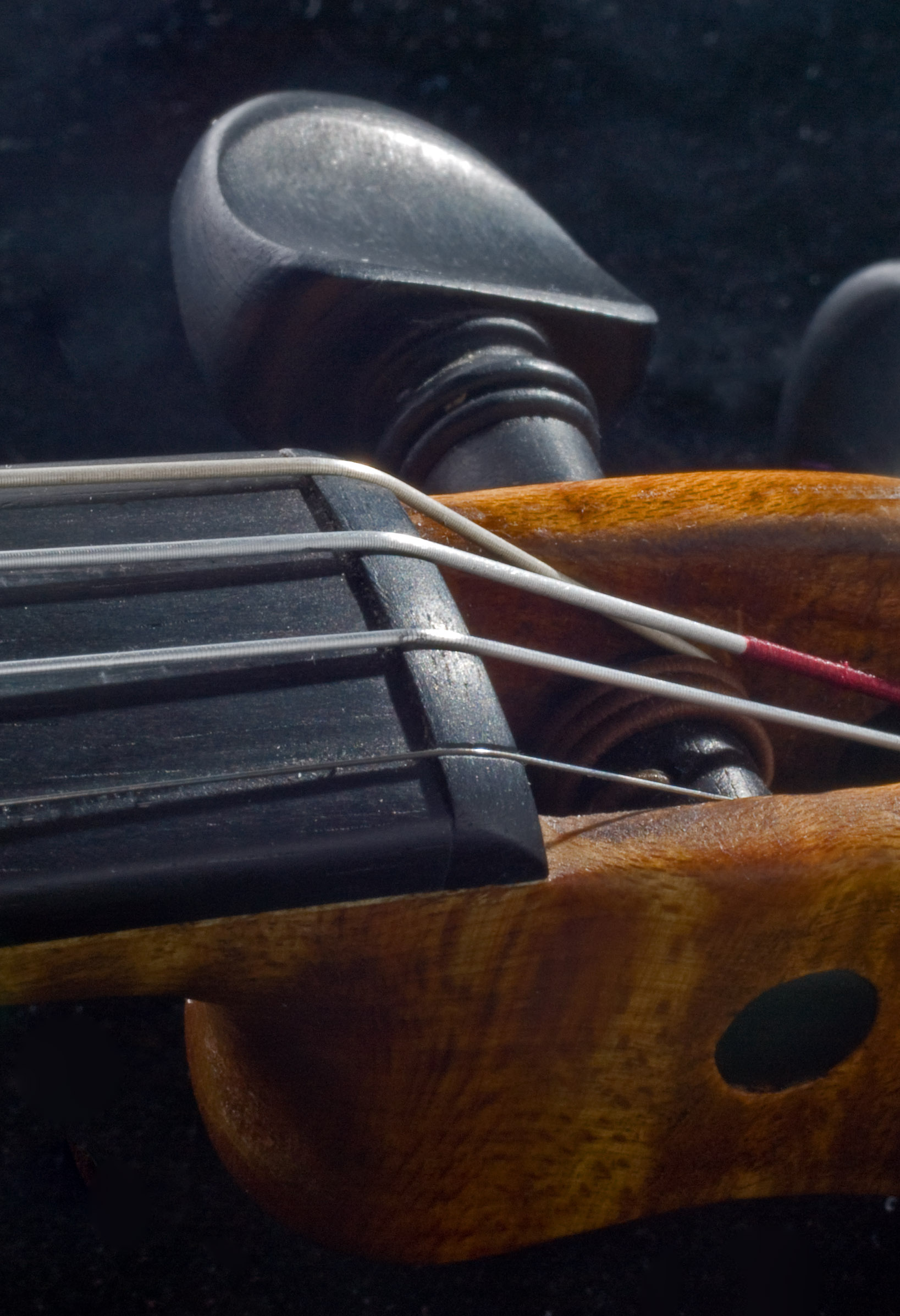
Der Sattel einer Violine, vor das Griffbrett (links im Bild) gesetzt

Der Sattel (englisch nut, spanisch cejilla de cabeza) ist bei Zupf- und Streichinstrumenten ein schmales Materialstück, das am Übergang zwischen Wirbelkasten oder Kopfplatte und Halsansatz der Instrumente montiert wird. Es kann entweder quer vor dem Griffbrett eingesetzt oder darin eingelassen werden. Der Zweck des Sattels ist die sichere Führung der Saiten auf dem Griffbrett. Dies wird durch passend in den Sattel eingearbeitete Kerben erreicht, durch die die Saiten laufen und die verhindern, dass die Saiten quer zum Griffbrett aus ihrer Position rutschen. Der Sattel hat auch Einfluss auf die Saitenlage des Instruments.
Im Englischen bezeichnet saddle bei Gitarren nicht den Sattel, sondern eine Auflage auf dem Steg.

## Herstellung: Material und Ausrichtung
Gebräuchliche Werkstoffe für Instrumentensättel sind relativ harte Materialien wie Knochen (meistens vom Rind), Graphit, verschiedene Kunststoffe, Ebenholz und gelegentlich auch Messing. Die Härte des verwendeten Materials hat Einfluss auf den Klang des Instruments. Je härter das Material des Sattels ist, desto höhenreicher ist der Ton nicht gegriffener, „leer“ gespielter Saiten. Der Einfluss des Sattels auf den Klang nicht gegriffener Saiten ist jedoch nicht immer erwünscht. Um den Klang von „Leersaiten“ an den gegriffener Saiten anzugleichen, verfügen manche mit Bünden ausgestattete Instrumente daher über ein unmittelbar am Sattel auf dem Griffbrett angebrachtes zusätzliches Bundstäbchen, auf dem die Saiten aufliegen – den sogenannten „Nullbund“.
Von Bedeutung für einen optimalen Klang von Saiteninstrumenten ist die Passgenauigkeit der Sattelkerben in Breite und Tiefe. Sind die Kerben zu breit, haben die Saiten zu viel Spiel, was eine präzise Tonübertragung erschwert. Sind die Sattelkerben zu schmal, klemmen sie die Saiten ein, was das genaue Stimmen des Instruments behindert oder sogar unmöglich macht. Zu flach gearbeitete Sattelkerben führen zu einer hohen Saitenlage, die das Greifen der Saiten erschwert, während zu tiefe Sattelkerben unerwünschten Kontakt der Saiten zum Griffbrett oder zum ersten Bundstäbchen bewirken, was unwillkommene Nebengeräusche beim Spiel des Instruments verursacht („Schnarren“). Instrumentenbauer verwenden daher zur präzisen und passgenauen Anfertigung der Sattelkerben spezielle Werkzeuge, die Sattelfeilen.
Damit die Saiten mit ausreichendem Andruck auf die Sattelkerben zu den Wirbeln oder Stimmmechaniken verlaufen, ist der Wirbelkasten oder die Kopfplatte der meisten Saiteninstrumente nach hinten abgewinkelt. Besonders ausgeprägt ist dies bei Knickhalslauten, deren Wirbelkasten annähernd im rechten Winkel zum Hals steht. Bei E-Gitarren und E-Bässen mit nicht angewinkelter Kopfplatte und mit in einer Reihe angeordneten Stimmmechaniken ist es üblich, den Andruck der Saiten auf den Sattel mittels metallener, auf die Kopfplatte aufgeschraubter Saitenniederhalter (englisch: String trees) zu erhöhen.

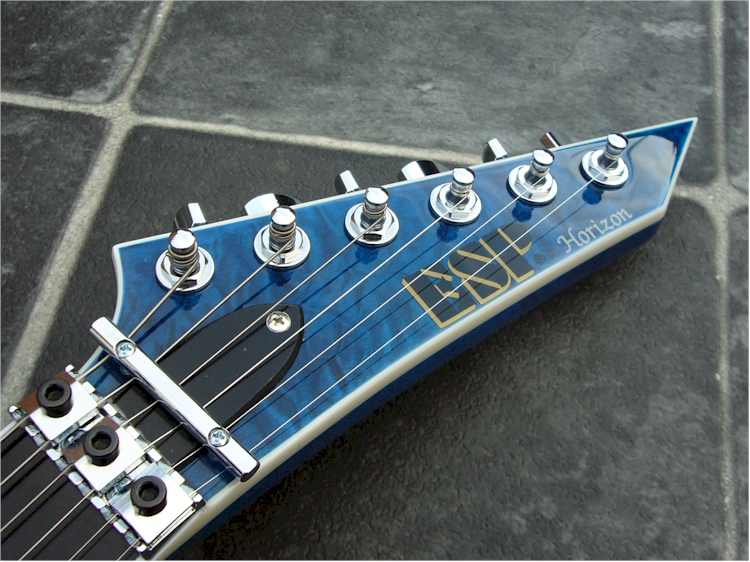
Kopfplatte und Halsansatz einer E-Gitarre mit Klemmsattel für das Floyd-Rose-System (links) und stabförmigem Saitenniederhalter (direkt dahinter)

## Sonderformen von Instrumentensätteln
Eine Sonderform von Sätteln wird bei einigen E-Gitarren mit Vibrato-Hebel verwendet (zum Beispiel beim Floyd-Rose-System): Hier trägt der aus Metall bestehende Sattel Schrauben und Klemmvorrichtungen, die jede Saite in ihrer Position fixieren (Klemmsattel). So wird ein Verstimmen des Instruments beim Straffen oder Lockern der Saitenspannung mittels Vibrato verhindert. Eine andere Sonderform, die ebenfalls bei E-Gitarren mit Tremolohebel eingesetzt wird, ist der Rollensattel. Hier laufen die Saiten statt durch Sattelkerben über einzelne bewegliche Röllchen, was ebenfalls einem Verstimmen des Instruments bei Gebrauch des Tremolos vorbeugen soll. Die durch die zylindrische Form der Rollen verursachte, etwas ungenauere Auflagefläche der Saiten kann bei Rollensätteln dazu führen, dass die Ausschwingdauer der angespielten Saiten verkürzt wird.